# 瓦尔特·施勒格
瓦尔特·施勒格（德語：Walter Schleger，1929年9月19日—1999年12月3日），奥地利男子足球运动员。他曾代表奥地利国家队参加1954年和1958年国际足联世界杯，其中1954年世界杯获得第三名。